# Albánia uralkodóinak listája

## Arbanon Fejedelemség
| Uralkodó         | Uralkodott | Megjegyzés |
| ---------------- | ---------- | ---------- |
| Progon           | 1190–1198  |            |
| Gjin Progoni     | 1198–1208  |            |
| Dhimitër Progoni | 1208–1216  |            |

## Durazzói Hercegség
| Uralkodó    | Uralkodott | Megjegyzés                                                                                |  |
| ----------- | ---------- | ----------------------------------------------------------------------------------------- |  |
| I. Károly   | 1272–1285  | Szicília királya (1266-1285).                                                             |  |
|             |            |                                                                                           |  |
| II. Károly  | 1285–1301  | Nápolyi király (1285-1309).                                                               |  |
| I. Fülöp    | 1301–1332  | Tarantó hercege (1294-1332) és felesége révén konstantinápolyi latin császár (1313-1332). |  |
| Róbert      | 1332       | Tarantó hercege (1232-1364). Lemondott a jogairól unokatestvére javára.                   |  |
| I. János    | 1332–1336  | Durazzó hercege, a királyi cím helyett csak az Albán Királyság ura címet viselte.         |  |
| III. Károly | 1336–1348  | Durazzó hercege, a királyi cím helyett csak az Albán Királyság ura címet viselte.         |  |
| I. Johanna  | 1348–1368  | Durazzó hercegnője, a királyi cím helyett csak az Albán Királyság úrnője címet viselte.   |  |

## Albán Fejedelemség
| Uralkodó     | Uralkodott | Megjegyzés |
| ------------ | ---------- | ---------- |
| Karl Topia   | 1358–1382  | Először.   |
| II. Balsha   | 1382–1385  |            |
| Karl Topia   | 1385–1388  | Másodszor. |
| Gjërgj Topia | 1388–1392  |            |

## Albán hercegek
| Uralkodó                            | Uralkodott | Megjegyzés |
| ----------------------------------- | ---------- | --- |
| Kasztrióta György vagy Szkander bég | 1443–1468  | |
| Kasztrióta János                    | 1468–1468  | Szkander bég fia, rövid uralkodás után a Nápolyi Királyságba menekült, ahol I. Ferdinánd nápolyi királytól a San Pietro in Galatina hercegi címét kapta meg. Az utódai és a Kasztrióta-család Nápolyban telepedett le végleg. A Kasztrióta-ház utolsó törvényes leszármazottja Kasztrióta Irén bisignanói hercegné (1528–1565) volt, akinek a révén leányágon folytatódott Szkander bég vérvonala. Természetes ágon, házasságon kívüli utódok révén, akik Irén féltestvérei voltak, azonban az uralkodóház mind a mai napig létezik, és e modern kori utódok Olaszországban élnek. |
| Lekë Dukagjini                      | 1446–1481  | |

## Albán Fejedelemség (1913–1925)
| Uralkodó         | Uralkodott                       | Megjegyzés |
| ---------------- | -------------------------------- | --- |
| Vilmos fejedelem | 1914. márc. 7. – 1914. szept. 3. | 1914. február 21-én lett de iure fejedelem, de facto március 7-én kezdte meg uralkodását. Az Albániából való 1914. szeptember 3-ai menekülését követően de iure 1925. január 21-éig, az Albán Köztársaság kikiáltásáig maradt az ország uralkodója. 1920. január 30-a után a régenstanácsként működő Legfelsőbb Tanács látta el az államfői feladatköröket. |

## Albán Királyság
| Uralkodó            | Uralkodott | Megjegyzés |
| ------------------- | ---------- | ---------- |
| I. Zogu             | 1928–1939  |            |
| III. Viktor Emánuel | 1939–1943  |            |